# 黑冠椋鸟
黑冠椋鸟（学名：Sturnia pagodarum）为椋鸟科亚洲椋鸟属的鸟类。分布于阿富汗、印度、斯里兰卡以及中国大陆的云南等地，主要栖息于开阔落叶阔叶林和灌木林中以及多营巢于树洞中或其他洞穴内。该物种的模式产地在印度马拉巴尔海岸和科羅曼德海岸。